# Сумано, Мусса
Мусса́ Сумано́ (фр. Moussa Soumano; родился 9 июля 2005, Анже) — французский футболист, нападающий клуба «НАК Бреда».

## Клубная карьера
Футбольную карьеру начал в клубе «Ред Стар». В 2021 году присоединился к молодёжной команде корсиканского клуба «Аяччо». 8 января 2023 года дебютировал в основном составе «Аяччо» в матче Кубка Франции против «Жюра Сюд Фут». 1 февраля 2023 года забил свой первый гол за клуб в матче французской Лиги 1 против «Анже» .

## Личная жизнь
Мусса родился во Франции в семье выходцев из Мали.